# Aleksandar Mitrović (piłkarz)
Aleksandar Mitrović (cyr. Александар Митровић; ur. 16 września 1994 w Smederevie) – serbski piłkarz, występujący na pozycji napastnika w saudyjskim klubie Al-Hilal oraz w reprezentacji Serbii. Uczestnik Mistrzostw Świata 2018 i 2022 oraz Mistrzostw Europy 2024.

## Kariera klubowa
Jest wychowankiem belgradzkiego FK Partizan. W latach 2011–2012 grał w FK Teleoptik, jego klubie satelickim. W 2012 powrócił do Partizana. W rozgrywkach Super liga Srbije zadebiutował 18 sierpnia 2012 w przegranym 1:2 meczu z FK Donji Srem. Do gry wszedł w 63. minucie, zastępując Stefana Šćepovicia. W 78. minucie zaliczył asystę przy golu Sašy Markovicia. Pierwszego gola w lidze zdobył natomiast 26 sierpnia 2012 w wygranym 1:0 spotkaniu z FK Jagodina. Ogółem w sezonie 2012/2013 w 25 meczach ligowych zdobył trzy bramki oraz został wraz z klubem mistrzem kraju. Sezon 2013/2014 rozpoczął od strzelenia trzech goli w trzech meczach ligowych, po czym 30 sierpnia 2013 odszedł za około 5 milionów euro do belgijskiego RSC Anderlecht. W Eerste klasse zagrał po raz pierwszy 1 września 2013 – miało to miejsce w przegranym 3:4 meczu przeciwko SV Zulte Waregem. Na boisku pojawił się w 46. minucie, wchodząc za Massimo Bruno. Zanotował asysty przy golach Matíasa Suáreza i Demy de Zeeuwa. 14 września 2013 przeciwko KV Mechelen (5:0 dla Anderlechtu) zdobył dwa pierwsze gole w lidze. Łącznie w sezonie 2013/2014 w lidze belgijskiej zagrał w 32 meczach i zdobył 16 goli oraz został mistrzem kraju. W sezonie 2014/2015 w 37 meczach w lidze strzelił 20 goli, dzięki czemu został królem strzelców Eerste klasse. 21 lipca 2015 został piłkarzem angielskiego Newcastle United F.C., a kwota transferu wyniosła w przybliżeniu 18,5 miliona euro. W Premier League zadebiutował 9 sierpnia 2015 w zremisowanym 2:2 spotkaniu z Southampton F.C. Grał w nim od 75. minuty po zmianie Papissa Cissé. Na pierwsze trafienie w lidze czekał do 3 października 2015, kiedy to Newcastle przegrało 1:5 z Manchesterem City. Sezon 2015/2016 zakończył w Premier League z bilansem 34 mecze, 9 goli. W sezonie 2016/2017 Mitrović wraz z Newcastle występował w Championship. Od 31 stycznia do 31 maja 2018 przebywał na wypożyczeniu w londyńskim Fulham F.C., strzelając w tym czasie 12 bramek w 17 spotkaniach. 30 lipca 2018 został wykupiony przez ten klub. 19 sierpnia 2023 odszedł do Al-Hilal, podpisując trzyletni kontrakt.

## Kariera reprezentacyjna
Reprezentował Serbię w kategoriach wiekowych do lat 19 i 21. Wraz z tą pierwszą został w 2013 roku mistrzem Europy. W seniorskiej reprezentacji Serbii zadebiutował 7 czerwca 2013 w przegranym 1:2 meczu z Belgią rozegranym w Brukseli w ramach eliminacji do mistrzostw świata. Grał w nim do 69. minuty, po czym został zmieniony przez Marko Šćepovicia. W 2018 został powołany do kadry na mistrzostwa świata w Rosji.

## Statystyki kariery
(aktualne na dzień 6 września 2023)
| Klub               | Sezon              | Liga               | Liga  | Liga   | Puchar krajowy | Puchar krajowy | Europa | Europa | Inne  | Inne   | Suma  | Suma   |
| Klub               | Sezon              | Liga               | Mecze | Bramki | Mecze          | Bramki         | Mecze  | Bramki | Mecze | Bramki | Mecze | Bramki |
| ------------------ | ------------------ | ------------------ | ----- | ------ | -------------- | -------------- | ------ | ------ | ----- | ------ | ----- | ------ |
| FK Teleoptik       | 2011/12            | Prva liga Srbije   | 25    | 7      | 1              | 0              | –      | –      | –     | –      | 26    | 7      |
| FK Partizan        | 2012/13            | Super liga Srbije  | 25    | 10     | 2              | 2              | 9      | 3      | –     | –      | 36    | 15     |
| RSC Anderlecht     | 2013/14            | Jupiler Pro League | 32    | 16     | 3              | 2              | 6      | 0      | –     | –      | 41    | 18     |
| RSC Anderlecht     | 2014/15            | Jupiler Pro League | 37    | 20     | 6              | 4              | 7      | 3      | 1     | 1      | 51    | 28     |
| Newcastle United   | 2015/16            | Premier League     | 34    | 9      | 2              | 0              | –      | –      | 0     | 0      | 36    | 9      |
| Newcastle United   | 2016/17            | Championship       | 35    | 6      | 4              | 2              | –      | –      | 0     | 0      | 39    | 8      |
| Newcastle United   | 2017/18            | Premier League     | 6     | 0      | 1              | 0              | –      | –      | 0     | 0      | 7     | 0      |
| Fulham             | 2017/18            | Championship       | 17    | 12     | 0              | 0              | –      | –      | 3     | 0      | 17    | 12     |
| Fulham             | 2018/19            | Premier League     | 37    | 11     | 2              | 0              | –      | –      | 0     | 0      | 40    | 11     |
| Fulham             | 2019/20            | Championship       | 40    | 26     | 0              | 0              | –      | –      | 1     | 0      | 41    | 26     |
| Fulham             | 2020/21            | Premier League     | 27    | 3      | 4              | 1              | –      | –      | –     | –      | 31    | 4      |
| Fulham             | 2021/22            | Championship       | 44    | 43     | 2              | 0              | –      | –      | –     | –      | 46    | 43     |
| Fulham             | 2022/23            | Premier League     | 24    | 14     | 4              | 1              | –      | –      | –     | –      | 28    | 15     |
| Fulham             | 2023/24            | Premier League     | 1     | 0      | 0              | 0              | –      | –      | –     | –      | 1     | 0      |
| Al-Hilal           | 2023/24            | Saudi Pro League   | 3     | 4      | 0              | 0              | –      | –      | –     | –      | 3     | 4      |
| Ogólnie w karierze | Ogólnie w karierze | Ogólnie w karierze | 384   | 183    | 29             | 11             | 25     | 6      | 5     | 1      | 443   | 201    |

## Sukcesy

### FK Partizan
- Mistrzostwo Serbii: 2012/2013

### RSC Anderlecht
- Mistrzostwo Belgii: 2013/2014

### Serbia U-19
- Mistrzostwo Europy: 2013

### Indywidualnie
- Król strzelców Eerste klasse: 2014/2015
- Król strzelców Ligi Narodów 2018/2019

## Życie prywatne
Od dziecka jest fanem Newcastle United, którym zainteresował się przy okazji jego meczu z FK Partizan. W 2016 na świat przyszedł jego syn Luka.